# Zuppa romana
Zuppa romana è un singolo scritto e interpretato dal gruppo musicale Schrott nach 8, pubblicato nel 1983.

## Descrizione
La canzone è uno schlager scanzonato che ha come tema la gastronomia italiana, qui celebrata da un elenco costituito da nomi di pietanze italiane, talora pronunciate in modo alterato. Genere caratteristico di varie produzioni tedesche e centreuropee in genere (quale, ad esempio, Cannelloni Macaroni dello svedese Lasse Holm) il cui intento è quello di proporre l'immagine di un'Italia stereotipata da cartolina, ma al tempo stesso di celebrare senza secondi fini il cibo italiano. Il pubblico italiano percepisce l'effetto comico degli accostamenti terminologici, che giungono fino al nonsenso, e della gestualità condotta al parossismo del gruppo tedesco.
Il titolo della canzone si rifà a una variante nata in Germania della zuppa inglese, torta rettangolare più stretta verso l'alto, i cui ingredienti sono: amarene, crema alla vaniglia, panna montata e ciliegie candite; la ricetta compare anche in libri di cucina italiana editi in Germania.

## Cover
Di questa canzone sono state realizzate diverse cover. La prima in ordine cronologico è stata ideata da Lino Toffolo, il quale intitolando il remake Pasta e fagioli ha voluto replicare, con uno spiccato senso patriottico, al nonsense tedesco.
Un'altra cover è stata realizzata dal gruppo finlandese 7 Seinähullua Veljestä, che l'ha intitolata Nakit ja muusi, in finlandese "salsicce e purè". Il testo è una specie di omaggio alla cucina tipica finlandese, accanto alla quale compaiono anche i piatti italiani del testo originale.
Un'altra versione, in polacco, è stata realizzata nel 1996 dal gruppo Big Dance, che mantiene il titolo originale "Zuppa romana".
Nel 2009 il comico e conduttore radiofonico tedesco Matze Knop ne realizza una cover intitolata Numero uno dedicata al campione italiano di calcio Luca Toni, al tempo in forza al Bayern Monaco.